# Suiza en los Juegos Paralímpicos de Sochi 2014
Suiza estuvo representada en los Juegos Paralímpicos de Sochi 2014 por ocho deportistas masculinos.

## Medallistas
El equipo paralímpico suizo obtuvo las siguientes medallas:
| Nombre         | Deporte      | Evento                            |
| -------------- | ------------ | --------------------------------- |
| Oro            |              |                                   |
| Christoph Kunz | Esquí alpino | Eslalon gigante sentado masculino |
| Plata          |              |                                   |
| —              |              |                                   |
| Bronce         |              |                                   |
| —              |              |                                   |